# Galluccio (Wein)
Mit dem Namen Galluccio DOC werden italienische Rot-, Rosé- und Weißweine in der Provinz Caserta, Region Kampanien, hergestellt. Seit 1997 besitzen die Weine den Status einer „kontrollierten Herkunftsbezeichnung“ (Denominazione di origine controllata – DOC), die zuletzt am 7. März 2014 aktualisiert wurde.

## Anbau
Die zugelassene Zone umfasst die Gemeinden Conca della Campania, Mignano Monte Lungo, Rocca d’Evandro, Tora e Piccilli und die namensgebende Gemeinde Galluccio, alle in der Provinz Caserta.

## Erzeugung
Unter dieser Denomination werden drei Weintypen erzeugt:
- Galluccio Bianco: Muss zu mindestens 70 % aus der Rebsorte Falanghina bestehen. Höchstens 30 % andere weiße Rebsorten, die für den Anbau in der Provinz Caserta zugelassen sind, dürfen – einzeln oder gemeinsam – zugesetzt werden.
- Galluccio Rosso und Galluccio Rosato: Müssen zu mindestens 70 % aus der Rebsorte Aglianico bestehen. Höchstens 30 % andere rote Rebsorten, die für den Anbau in der Provinz Caserta zugelassen sind, dürfen – einzeln oder gemeinsam – zugesetzt werden.

## Beschreibung
Laut der Denomination:

### Galluccio bianco
- Farbe: mehr oder weniger intensiv strohgelb
- Geruch: zart, fruchtig, charakteristisch
- Geschmack: trocken, frisch, harmonisch
- Alkoholgehalt: mindestens 11,0 Vol.-%
- Säuregehalt: mind. 5,0 g/l
- Trockenextrakt: mind. 15,0 g/l

### Galluccio rosso
- Farbe: mehr oder weniger intensiv rubinrot, tendiert mit zunehmender Reife zu granatrot
- Geruch: angenehm, zart, charakteristisch
- Geschmack: trocken, frisch, harmonisch
- Alkoholgehalt: mindestens 11,5 Vol.-%
- Säuregehalt: mind. 5,0 g/l
- Trockenextrakt: mind. 18,0 g/l

### Galluccio rosato
- Farbe: mehr oder weniger intensiv rosa
- Geruch: zart, fruchtig, charakteristisch
- Geschmack: trocken, frisch, harmonisch
- Alkoholgehalt: mindestens 11,0 Vol.-%
- Säuregehalt: mind. 5,0 g/l
- Trockenextrakt: mind. 17,0 g/l